# 阿莱克斯 (上萨瓦省)
阿莱克斯（法語：Alex，法語發音：[alɛks]），又称亚历克斯，是法国上萨瓦省的一个市镇，位于该省中部偏东，属于阿讷西区。

## 地理
阿莱克斯（45°53'20"N, 6°14'18"E）面积17.02 平方千米，位于法国奥弗涅-罗讷-阿尔卑斯大区上萨瓦省，该省份为法国东部省份，历史上为薩伏依的一部分，北与瑞士接壤，西接安省，南至萨瓦省，东与瑞士和意大利接壤。
与阿莱克斯接壤的市镇（或旧市镇、城区）包括：拉巴尔姆德蒂、布吕菲、丹日圣克莱尔、芒通圣贝尔纳、塔卢瓦尔-蒙曼、托讷、滨湖韦里耶、阿讷西。
阿莱克斯的时区为UTC+01:00、UTC+02:00（夏令时）。

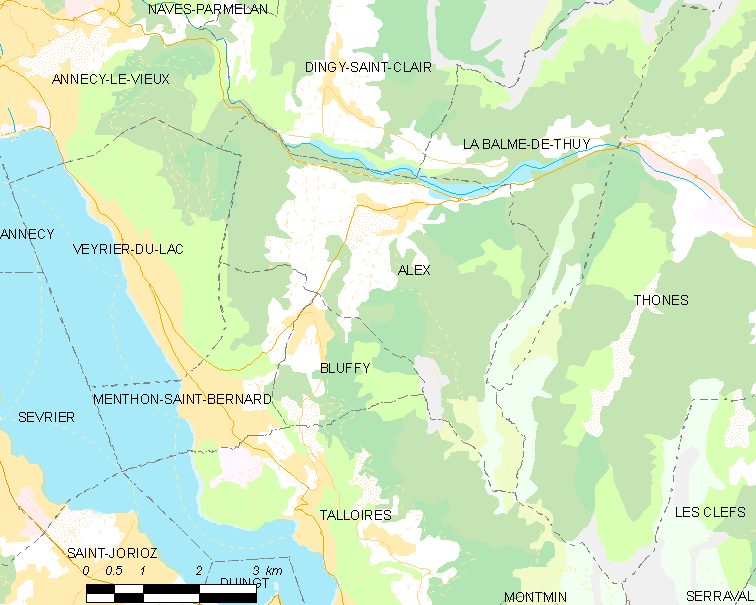
阿莱克斯的OSM定位图

## 行政
阿莱克斯的邮政编码为74290，INSEE市镇编码为74003。

## 政治
阿莱克斯所属的省级选区为法韦日-塞特内县。

## 人口

1962-2008年间阿莱克斯人口变化图示

阿莱克斯于2022年1月1日时的人口数量为1125人。